# Štefan Dragutin
Štefan Dragutin (srbsko Стефан Драгутин, Stefan Dragutin, madžarsko Dragutin István) je bil od leta 1276 do 1282 kralj Kraljevine Srbije. Po letu 1282 je vladal na svojih posestih na severu Srbije, od leta 1284 tudi v štirih ogrskih banovinah (mejnih provincah), in se neuradno naslavljal s "kralj Sremskega kraljestva", * okoli 1253, † 12. marec 1316.
Bil je najstarejši sin srbskega kralja Štefana Uroša I. in Helene Anžujske. Po sklenitvi mirovnega sporazuma med Urošem I. in ogrskim kraljem Bélo IV. je leta 1268 dobil naslov "mladi kralj" kot znak pravice do nasledstva srbske krone. Béla IV. je bil stari oče Dragutinove žene Katarine. Dragutin se je kasneje uprl svojemu očetu in ga leta 1282  z ogrsko pomočjo  prisilil k odstopu. 
Dragutin je opustil očetovo centralistično politiko in svoji materi kot apanažo odstopil velika ozemlja. Leta 1282 je na lovu padel s konja in zlomil nogo, potem pa je zbolel in odstopil v korist svojega brata Štefana Milutina. Zase je obdržal severni del Srbije ob ogrski meji. Dve leti kasneje mu je svak Ladislav IV. Ogrski odstopil tri banovine: Spodnji Srem (zdaj Mačva), Usoro in Soli. Svojo prestolnico je preselil iz Debrca v Beograd in postal prvi srbski vladar, ki je vladal iz Beograda. Z bratovo pomočjo je leta 1284 ali 1285 zasedel tudi Braničevo in Kučevo.
Dragutin je bil na srbskem ozemlju vazal Kraljevine Srbije, v štirih banovinah pa vazal Ogrskega kraljestva, vendar je od 1290. let vladal kot neodvisen vladar. Spor z Milutinom se je leta 1301 sprevrgel v odkrito vojno. Večina srbskega plemstva je podpirala Dragutina, ki je bil po težkih porazih leta 1311 in 1312 prisiljen z Milutinom skleniti mir. Pred smrtjo je vstopil v samostan in umrl kot menih Teokrist. Kasneje je bil proglašen za svetnika. Po starem koledarju se praznuje 12. novembra, po novem pa 30. oktobra.

## Mladost
Dragutin je bil najstarejši sin kralja Štefana Uroša I. in Helene Anžujske. Datum in kraj njegovega rojstva nista znana. Leta 1264 je menih Domencijan zapisal, da je "četrta generacija potomcev Štefana Nemanje dovolj stara, da jezdi konja in nosi sulico". Domencijanov zapis se je očitno nanašal na Dragutina. Zgodovinar Miodrag Purković iz zapisa sklepa, da je bil Dragutin takrat star okoli dvajset let, se pravi da je bil rojen okoli leta 1244.
Neznan je tudi datum Dragutinove poroke s Katarino Ogrsko. Dragutinov  oče in Katarinin stari oče Béla IV. Ogrski sta se za poroko dogovorila verjetno med mirovnimi pogajanji, ki so sledila Uroševemu pohodu v Mačvo leta 1268. Poroka bi lahko bila sklenjena tudi pred tem.
Mačva je bila obmejna ogrska provinca severno od Srbije, v kateri je vladala Bélova hćerka Ana v imenu svojega mladoletnega sina  Béle Mačvanskega. Uroš I. je bil na roparskem pohodu v Mačvo ujet in prisiljen na spravo. Katarinin oče, kralj Štefan V. Ogrski, je imel kot očetov sovladar in naslednik naslov "mladi kralj". Enak naslov je po poroki podelili tudi Dragutinu in z njim izključno pravico do dedovanja očetove krone. Dragutin kot mladi kralj je prvič omenjen v Bratislavskem mirovnem sporazumu, sklenjenem leta 1271 med kraljema Štefanom V. Ogrskim in Otokarjem II. Češkim. 
Nekaj desetletij kasneje je srbski nadškof Danilo II. zapisal, da so Dragutinovi ogrski sorodniki pričakovali, da mu bo oče prepustil del svojega ozemlja in mu dovolil neodvisno vladanje. Zgodovinar Aleksandar Krstić in drugi trdijo, da je mirovni sporazum verjetno natančno določil delitev Srbije med Urošem I. in Dragutinom, Uroš pa po nekaj letih utrjevanja centralne oblasti ni bil pripravljen deliti kraljestva  s svojim sinom. Ko je v poznih 1260. letih Srbijo obiskala poslanik Bizantinskega cesarstva, je Dragutin z ženo še vedno živel na očetovem dvoru.
Leta 1276 se je Dragutin uprl. Ali je želel s tem prepričati očeta, naj z njim deli oblast, ali se je bal, da bo razdedinjen v korist svojega mlajšega brata Milutina, ni mogoče ugotoviti. Dragutinov svak Ladislav IV. Ogrski mu je na pomoč poslal svoje ogrske in kumanske čete. Dragutin je jeseni 1276 v bitki pri Gacku v vzhodni Bosni odločilno premagal svojega očeta. Uroš I. je brez nadaljnjega odpora odstopil in se umaknil v samostan Sopoćani, kjer je leto kasneje umrl.

## Vladanje

### Srbija
Po padcu Uroša I. je srbski nadškof Joanikij I. odstopil. Odstop bi lahko bil znak protesta proti Dragutinovi uzurpaciji prestola ali pa je bil k temu prisiljen zaradi pretesnih vezi z odstavljenim vladarjem. Dragutin je kmalu po prevzemu oblasti velike dele kraljestva, vključno z Zeto, Travunijo in drugim ozemljem ob jadranski obali in Plavom, predal kot apanažo svoji materi Heleni. Helenin apanaža je vsebovala tudi jedro nekdanje kraljevine Duklje. Po njeni smrti se je razvila v srbsko provinco. Milutin je skupaj z materjo zapustil srbski dvor in se preselil v Skadar.
V zadnjih letih vladanja Uroša I. so bili srbski odnosi z Dubrovniško republiko dokaj napeti, četudi jo je njegova žena skrivaj podpirala. Dragutin je kmalu po prihodu na oblast dosegel spravo. Sicilski kralj Karel I. Anžujski je poskušal Dragutina vključiti v koalicijo proti Bizantinskemu cesarstvu. Kralja sta si o tej zadevi leta 1279 izmenjala pismi.
Dragutin je na začetku leta 1282 padel s konja in si zlomil nogo. Poškodba je bila tako resna, da je sklical zbor v Deževu, na katerem je odstopil v korist brata Milutina. Okoliščine njegovega odstopa niso povsem jasne. Nekaj desetletij kasneje je omenil, da je bil takrat že v sporu z bratom Milutinom, vendar mu je oblast prepustil samo začasno do svoje ozdravitve. Nadškof Danilo II. je v padcu s konja videl božjo kazen za njegovo ravnanje z očetom, hkrati pa omenja nedoločene "resne težave", ki so pripomogle k Dragutinovi odločitvi.  Bizantinski zgodovinar Georgij Pahimer  trdi, da je bil Dragutinov odstop nepreklicen, hkrati pa omenja sporazum med bratoma, ki je po Milutinovi smrti zagotavljal prenos oblasti na (neimenovanega) Dragutinovega sina.

### Sremsko kraljestvo
Napisi na freskah, diplomatska pisma in kovanci dokazujejo, da je bil Dragutin po abdikaciji še vedno kralj, vodilni položaj v kraljestvu pa je imel Milutin.  Na freski v cerkvi svetega Ahilija v Arilju nosita  Dragutin in Milutin kraljeve insignije, vendar so Dragutinove bolj skromne.
Po Dragutinovem odstopu je bila Srbija razdeljena. Dragutin je obdržal njen severni del ob ogrski meji, vključno z nedavno odprtim rudnikom srebra na Rudniku. Obdržal je tudi ozemlje v zahodni Srbiji ob reki Lim in bil najmočnejši bratov vazal. Ogrski kralj mu je v drugi polovici leta 1284 prepustil pokrajine Mačva, Usora in Soli, ki so bile apanaža sorodnikov ogrskih monarhov, nazadnje Dragutinove tašče Elizabete Kumanke. V njih je Dragutin vladal kot ogrski vazal. Mačva se je takrat imenovala Spodnji Srem (Sirmia ulterior), zato so sodobniki Dragutina pogosto naslavljali "kralj Srema". Svojo prestolnico je iz Debrca preselil v Beograd in postal prvi srbski kralj, ki je vladal iz tega mesta.
Svoje kraljestvo je upravljal neodvisno od brata Milutina. Podpiral je frančiškanske misijone v Bosni in dovolil ustanovitev katoliškega sedeža v Beogradu.  Nekdanjo ogrsko banovino Braničevo sta zasedla bolgarska ali kumanska vojskovodja Darman in Kudelin. Dragutin je leta 1284 z ogrsko pomočjo napadel Braničevo, vendar ju ni porazil. Darman in Kudelin sta najela kumanske in tatarske vojake, ki so začeli pleniti po Dragutinovem kraljestvu. Dragutin jih je z bratovo pomočjo porazil in leta 1291 ali 1292 zasedel Braničevo. Njuno vojaško operacijo je podprl tudi ogrski kralj Andrej III. Dragutin je njegov šibak položaj izkoristil za utrjevanje svoje neodvisnosti.
Po smrti Ladislava IV. je ogrsko krono zahtevala njegova sestra in Dragutinova svakinja Marija. Dragutin je navidezno podprl njo in njenega sina Karla Martela Anžujskega. Karel Martel, ki se je imel za zakonitega ogrskega kralja, je Dragutinovemu sinu Vladislavu leta 1292 podelil Slavonijo, čeprav je večina ogrskega plemstva ostala zvesta Andreju III. Dragutin je poskušal doseči spravo z Andrejem z Vladislavovo poroko s Konstanco, vnukinjo Andrejevega strica Albertina Morosinija, leta 1293. Izkoristil je tudi razpad Ogrskega kraljestva v zadnjem desetletju 13. stoletja in postal eden od ducata oligarhov, ki so na obširnih ozemljih vladali neodvisno od ogrskega kralja.
Dragutin je podprl bratove napade na bizantinsko ozemlje v Makedoniji v 1920. letih. Po Milutinovi sklenitvi miru leta 1299 se je nekaj deset nezadovoljnih srbskih plemičev, ki so imeli od vojne velike koristi,  preselilo v Dragutinovo kraljestvo.  Napetost med bratoma je hitro naraščala, najverjetneje zato, ker je hotel Dragutin zagotoviti sinu nasledstvo srbske krone. Leta 1301 je spor prerasel v vojno in Milutin je okupiral Rudnik. Po dubrovniških poročilih je bil leta 1302 sklenjen mir, Dragutinove čete ali čete njegovih zaveznikov pa so kljub temu že leta 1303 izropale Milutinove rudnike srebra v Brskovem.  Oboroženi spori so trajali še več kot desetletje, vendar podrobnosti o njih  niso znane. Sprti strani sta se izogibali odprtim bitkam, zato je Dragutinovo kraljestvo ostalo skoraj nedotaknjeno, čeprav je Milutin z dohodki iz Dragutinovih rudnikov srebra financiral tuje najemnike.
Na Ogrsko je leta 1300 prišel Martelov sin Karel Robert, da bi uveljavil svojo pravico do ogrskega prestola. Njegov stari oče Karel II. Neapeljski je med njegove glavne podpornike uvrstil Dragutina in njegovo soprogo. Med poletjem 1301 in majem 1304 je Karel Robert večino časa preživel na posestih mogotca Ugrina Čaka ob severni meji  Dragutinovega kraljestva, kar kaže na prisrčne odnose med Karlom Robertom in Dragutinom.
Leta 1307 je Dragutinova vojska iz neznanega vzroka ropala po Čakovih posestih. Sledil je Čakov protiudarec in Dragutinov poraz leta 1307. Dragutin je zatem sklenil zavezništvo z Ladislavom Kanom, v 1300. letih vladarjem Transilvanije jn nasprotnikom Karla Roberta. Dragutinov pravoslavni sin se je poročil s Kanovo katoliško hčerko, zato je papeški legat Gentile Portino da Montefiore Kana konec leta 1309 izobčil. Zgodovinar Aleksandar Krstić domneva, da je Dragutin želel dobiti ogrsko krono za svojega starejšega sina Vladislava, srbsko krono pa za svojega mlajšega sina Urošico. Dragutin je opustošil tudi posesti kaloške nadškofije, s čimer je preprečil novoizvoljenemu nadškofu Dimitriju obisk Rima konec leta 1312.
Konflikt s Karlom Robertom je Dragutina prisilil na vojskovanje na dveh frontah. Vojno z bratom je nadaljeval po vstaji srbskega plemstva proti Milutini v zgodnjih 1310. letih. Cerkveni prelati so ostali zvesti Milutinu in mu pomagali najeti tatarske, haziške in turške najemnike. Po Milutinovi odločilni zmagi nad Dragutinom konec leta 1311 ali leta 1312 so prelati posredovali pri sklepanju miru, najverjetneje leta 1312. Dragutin je moral priznati Milutina za zakonitega srbskega kralja, v zameno pa je dobil nazaj celo svojo apanažo, vključno z rudnikom srebra na Rudniku.
Leta 1313 je Dragutin pomagal svojemu bratu v vojni proti močnemu hrvaškemu banu Mladenu II. Šubiću Bribirskemu. Po Krstiću je Dragutin februarja 1314 v Sremski Mitrovici očitno sklenil mir s Karlom Robertom. Leta 1314 ali 1316 je podpisal bratovo listino, s katero je kot "nekdanji kralj" dobil samostan Banjska.

## Smrt
Dragutin se je malo pred smrtjo umaknil v samostan in privzel meniško ime Teoktist. Po biografiji, ki jo je napisal nadškof Danilo II., je na smrtni postelji izjavil, da ga ne smejo častiti kot svetnika. Umrl je 12. marca 1316. Pokopali so ga v samostani Jurijevi stebri. Omenjajo ga kot drugega ustanovitelja tega samostana, ki ga je ustanovil njegov praded Štefan Nemanja.